# Bietlenheim
Bietlenheim település Franciaországban, Bas-Rhin megyében. Lakosainak száma 317 fő (2022. január 1.). Bietlenheim Geudertheim, Hœrdt, Kurtzenhouse és Weyersheim községekkel határos.

## Népesség
A település népességének változása:
| Lakosok száma | 277  | 271  | 269  | 277  | 287  | 298  | 301  | 308  | 317  |
|               | 2013 | 2015 | 2016 | 2017 | 2018 | 2019 | 2020 | 2021 | 2022 |